# Dead Internet theory
Dead Internet theory är en onlinekonspirationsteori som hävdar att internet idag huvudsakligen består av botaktivitet och automatiskt genererat innehåll manipulerat av algoritmer, med mål att minimera organisk mänsklig aktivitet för att manipulera befolkningen. Enligt teorin "dog" internet i allmänhet runt 2016 eller 2017. Förespråkare av teorin menar att dessa bottar skapades avsiktligt för att manipulera algoritmer för att i längden manipulera mediakonsumenter. Vissa förespråkare av teorin anklagar statliga myndigheter för att använda bottar för att manipulera allmänhetens uppfattning om olika händelser.
Teorin har fått ett ökat genomslag eftersom många av de observerade fenomenen, som ökad bottrafik, kan verifieras, även om den vetenskapliga litteraturen inte stödjer hela teorin. Caroline Busta, grundare av medieplattformen New Models, citerades i en artikel i The Atlantic som mycket av teorin för en "paranoid fantasi", även om det finns legitim kritik kring bottrafik och internets integritet, men menade att hon håller med om den "övergripande idén". I en artikel i tidningen The New Atlantis beskrev Robert Mariani teorin som en blandning mellan en genuin konspirationsteori och en creepypasta.
Teorins exakta ursprung är svårt att fastställa, men med största sannolikhet uppstod den från 4chan eller Wizardchan i slutet av 2010-talet eller början av 2020-talet.  År 2021 publicerades en tråd med titeln "Dead Internet Theory: Most Of The Internet Is Fake" på forumet Agora Road's Macintosh Cafe, vilket markerar termens spridning bortom de första sidorna. Diskussion och debatt om teorin har varit utbredd i onlineforum, teknikkonferenser och akademiska kretsar, möjligen sedan tidigare. Den inspirerades av oro för internets ökande komplexitet, beroende av ömtålig infrastruktur, potentiella cyberattacker och, viktigast av allt, den ökade kapabiliteten hos artificiell intelligens.
Konspirationsteorin fick ett bredare genomslag genom ökad mediabevakning och diskussion på olika uppmärksammade YouTube-kanaler. Den fick mer mainstream-uppmärksamhet med en artikel i The Atlantic med titeln "Maybe You Missed It, but the Internet 'Died' Five Years Ago". Denna artikel har citerats flitigt av andra artiklar om ämnet.